# Käthe-Leichter-Preis
Der Käthe-Leichter-Preis ist der österreichische Staatspreis für Frauenforschung, Geschlechterforschung und Gleichstellung in der Arbeitswelt.

## Geschichte
Der 1991 gestiftete Preis entstand auf Initiative des Historikers Herbert Steiner, der dabei von Frauenministerin Johanna Dohnal unterstützt wurde. Er ist benannt nach der sozialdemokratischen Politikerin Käthe Leichter (1895–1942), die in der Zeit des Nationalsozialismus ermordet wurde. Die ursprünglich als „Staatspreis für die Frauengeschichte der Arbeiterinnen- und Arbeiterbewegung“ gestiftete Auszeichnung wird vom Frauenministerium und Sozialministerium jährlich an zwei Frauen vergeben. Über die Vergabe des Preises entscheidet eine Jury.
Neben dem Staatspreis wurden pro Jahr zwei weitere Frauen von der Österreichischen Nationalbank sowie der Kammer für Arbeiter und Angestellte mit „Anerkennungspreisen zum Käthe-Leichter-Preis“ ausgezeichnet.
In den Jahren 2001 bis 2004 wurde der Käthe-Leichter-Preis nicht vergeben. Es waren die Jahre der schwarz-blauen Bundesregierung Schüssel I (mehrere Frauen im Kabinett, aber keine Frauenministerin) und die ersten Jahre der Bundesregierung Schüssel II, die seit 2003 wieder eine Frauenministerin umfasste.
Seit 2005 wird der Staatspreis nur mehr an eine Preisträgerin vergeben, alle anderen Ausgezeichneten erhalten Anerkennungspreise.
2022 wurde der Staatspreis durch das Frauenministerium neu konzipiert und laut eigener Aussage „erweitert und aufgewertet“. Der Staatspreis wurde in „Österreichischer Staatspreis für Frauen“ umbenannt. Es wurde daher 2022 kein Käthe-Leichter-Staatspreis vergeben. Der Käthe-Leichter-Lebenswerk-Preis und die zwei Käthe Leichter-Preise der AK Wien und der OeNB (ehemals Anerkennungspreise) bleiben bei ihren Namen. Die Arbeiterkammer forderte Ministerin Susanne Raab daraufhin öffentlich auf, von der Streichung des Namens Käthe-Leichter-Staatspreis abzusehen. Auch Jurymitglieder und das Netzwerk der Käthe-Leichter-Alumnae zeigten sich irritiert.
2023 wurde der Käthe-Leichter-Staatspreis wieder eingeführt und mit dem Käthe-Leichter Lebenswerkpreis sowie zwei Käthe-Leichter Anerkennungspreisen wieder vergeben. Die Preisverleihung fand unter dem Titel "Österreichischer Frauenpreis" statt. Es wurden die Grete-Rehor-Preise (benannt nach Grete Rehor, erste österreichische Ministerin und ÖVP-Politikerin) zusätzlich neu eingeführt und insgesamt 8 Preise unter diesem Titel verliehen, darunter ein Grete-Rehor-Staatspreis.

## Käthe-Leichter-Preisträgerinnen
| Jahr      | Staatspreis | Anerkennungspreis |
| --------- | --- | --- |
| 1991      | Antonia Bruha, Edith Saurer | Edeltraud Glettler, Helga Embacher |
| 1992      | Nawal El Saadawi, Gerda Neyer | Gabriella Hauch, Sylvia Hahn geteilt mit Susanne Mittermeier, Brigitte Bailer-Galanda |
| 1993      | Birgit Bolognese-Leuchtenmüller, Waltraud Heindl                                                                                              | Erika Thurner, Karin Berger |
| 1994      | Gabriele Anderl, Irene Bandhauer-Schöffmann, Ela Hornung                                                                                      | Helga Hieden-Sommer, Anna Zarnowska |
| 1995      | Gerda Lerner, Edeltraud Ranftl | Ingrid Bauer, Ursula Floßmann |
| 1996      | Elisabeth List, Eva Cyba | Karin Schmidlechner-Lienhart, Monika Bernold |
| 1997      | Herta Nagl-Docekal, Susanne Miller | Birgit Buchinger, Johanna Gehmacher |
| 1998      | Neda Bei, Ursula Kubes-Hofmann | Sabine Elisabeth Strasser, Sandra Wiesinger-Stock |
| 1999      | Johanna Dohnal, Lisbeth N. Trallori | Hanna Hacker, Christa Ehrmann-Hämmerle |
| 2000      | Ulli Pastner, Ulrike Papouschek | Elisabeth Holzleithner, Susan Zimmermann |
| 2001–2004 | keine Preisvergabe | keine Preisvergabe |
| 2005      | Edit Schlaffer | Michaela Sohn-Kronthaler, Regine Bendl, Maria Mesner geteilt mit Barbara Rohregger |
| 2006      | Ruth Klüger | Anita Ziegerhofer-Prettenthaler, Andrea Griesebner, Andrea Ellmeier |
| 2007      | Margareta Kreimer | Christine Wächter, Andrea Leitner, Ilse Korotin, Brigitte Lehmann |
| 2008      | Eva Kreisky | Gabriele Michalitsch, Viktoria Kriehebauer, Michaela Judy, Johanna Hofbauer |
| 2009      | Gudrun Biffl | Christiane Spiel, Luise Gubitzer, Birge Krondorfer, Brigitte Ratzer, Monika Ankele |
| 2010      | Luzenir Caixeta | Heidi Schrodt, Gerhild Meier, Bettina Schrittwieser, Alexandra Weiss, Elisabeth Klatzer |
| 2011      | Christa Schlager | Angelika Paseka, Beate Großegger, Helga Amesberger geteilt mit Brigitte Halbmayr, Petra Unger |
| 2012      | Anna Sporrer | Susanne Dermutz, Birgitt Haller, Ursula Till-Tentschert, Evelyn Höbenreich, Lisa Fischer |
| 2013      | Doris Guggenberger | Ilona Horwath, Michaela Windisch-Graetz, Christine Mayrhuber, Sieglinde Rosenberger, Roswith Roth |
| 2014      | Doris Weichselbaumer | Ilse Bartosch, Angela Wroblewski, Ingrid Mairhuber, Bettina Haidinger, Brigitte Rath |
| 2015      | Birgit Sauer | Dorothea Gaudart, Nadja Bergmann, Julia Eichinger, Karin Schönpflug, Hilde Stockhammer |
| 2016      | Brigitte Young | Silvia Kronberger, Waltraud Ernst, Elli Scambor, Karin Sardadvar, Sybille Pirklbauer |
| 2017      | Helene Maimann | Heidi Niederkofler, Käthe Knittler, Tamara Geisberger, Nikita Dhawan, Elisabeth Greif |
| 2018      | Andrea Bramberger, Traude Mitschka-Kogoj | Renate Ortlieb, Kerstin Witt-Löw, Alyssa Schneebaum, Gitti Vasicek |
| 2019      | Maria Christina Boidi | Julia Schuster, Elisabeth Anna Günther, Katharina Mader, Veronika Duma, Martina Gugglberger |
| 2020      | Sabine Theresia Köszegi | Gabriele Zuna-Kratky, Helene Schiffbänker, Johanna Pirker, Veronika Helfert, Doris Allhutter |
| 2021      | Christine Zulehner, Muriel Niederle | Caroline Berghammer, Anita Thaler, Martina Mara, Laura Wiesböck, Emma Dowling, Karin Neuwirth |
| 2022      | Es wurde kein Käthe Leichter-Staatspreis verliehen. Österreichisches Fußballnationalteam der Frauen (Österreichischer Staatspreis für Frauen) | Li Gerhalter (Käthe Leichter-Preis der Arbeiterkammer Wien) Bente Knoll (Käthe Leichter-Preis der Oesterreichischen Nationalbank) Lisa-Marie Fassl, Melanie Seidl, Sophie Rendl, Emina Saric, Gerlinde Macho (Weitere Frauenpreise) |
| 2023      | Sabine Grenz | Zoe Lefkofridi, (Käthe Leichter-Anerkennungspreis der Arbeiterkammer Wien) Katharina Wiedlack (Käthe Leichter-Anerkennungspreis der Oesterreichischen Nationalbank)                                                                 |
| 2024      | - Margit Schratzenstaller: Käthe Leichter-Staatspreis für Frauen - Gundula Ludwig und Bettina Aumair, Käthe Leichter-Preis                    | |

## Käthe Leichter-Lebenswerk-Preis
Die Verleihung des Lebenswerkpreises erfolgt gemeinsam mit dem Käthe-Leichter-Preis. Er wurde an folgende Trägerinnen verliehen:
- 2010 Erika Weinzierl
- 2011 Maria Schaumayer
- 2012 Gerda Lerner
- 2013 Cornelia Klinger[15]
- 2014 Freda Meissner-Blau
- 2015 Valie Export[7]
- 2016 Christine Nöstlinger
- 2017 Elfriede Hammerl[16]
- 2018 Ruth Wodak[17]
- 2019 Helene Klaar
- 2020 Karin Gutiérrez-Lobos[10]
- 2021 Edeltraud Hanappi-Egger[11]
- 2022 Irmgard Schmidleithner
- 2023 Tamar Çitak[12]
- 2024 Christine Scholten[13]

## Grete-Rehor-Staatspreis
- 2024:[13]
  - Andrea Brem: Grete Rehor-Staatspreis
  - Anna Marton und Beatrice Schobesberger: Grete Rehor-Preis in der Kategorie Wirtschaft
  - Mona Dür, Maria Ettl: Grete Rehor-Preis in der Kategorie Bildung, Wissenschaft, Arbeitswelt
  - Katharina Bisset, Carina Zehetmaier: Grete Rehor-Preis in der Kategorie MINT und Digitalisierung
  - Julia Bock-Schappelwein: Grete Rehor-Preis in der Kategorie Wirtschaftswissenschaften